# Yuri Yeliséyev
Yuri Mikhailovich Yeliséyev (en ruso: Юрий Михайлович Елисеев; 29 de julio de 1996-Moscú, 26 de noviembre de 2016) fue un ajedrecista ruso, que tenía el título de Gran Maestro desde 2013, con tan solo diecisiete años.
En el ranking de la Federación Internacional de Ajedrez (FIDE) de noviembre de 2016, tenía un Elo de 2614 puntos, lo que le convertía en el jugador número 39 (en activo) de Rusia. Su máximo Elo fue de 2614 puntos en la lista de noviembre de 2016 (posición 197 en el ranking mundial). Fue Campeón mundial de ajedrez Sub-16 en 2012 y ganador del Abierto de Moscú en 2016.
Falleció al caer de un duodécimo piso mientras hacía parkour, un deporte de alto riesgo al que era muy aficionado.